# Фторид висмута(III)
Фторид висмута(III) — бинарное неорганическое соединение, соль металла висмута и плавиковой кислоты с формулой BiF3, бесцветные кристаллы, не растворимые в воде, образует кристаллогидрат.

## Получение
- Обменная реакция с растворимой солью трёхвалентной солью висмута в кислой среде:

{\displaystyle {\mathsf {Bi(NO_{3})_{3}+3KF\ {\xrightarrow {}}\ BiF_{3}\downarrow +3KNO_{3}}}}
- Пропусканием фтористого водорода через оксид-хлорид висмута:

{\displaystyle {\mathsf {BiOCl+3HF\ {\xrightarrow {300^{o}C}}\ BiF_{3}+HCl+H_{2}O}}}

## Физические свойства
Фторид висмута(III) образует бесцветные кристаллы. В литературе встречаются упоминания о разных кристаллических структурах BiF3:
- ромбическая сингония, пространственная группа P nma, параметры ячейки a = 0,65614 нм, b = 0,70153 нм, c = 0,48414 нм, Z = 4.
- кубическая сингония, пространственная группа F m3m, параметры ячейки a = 0,5865 нм, Z = 4.

На растворяется в воде, этаноле, диэтиловом эфире, жидком аммиаке.
Образует кристаллогидрат состава BiF3 · H2O.

## Химические свойства
- Разлагается горячей водой:

{\displaystyle {\mathsf {BiF_{3}+H_{2}O\ {\xrightarrow {100^{o}C}}\ BiOF+2HF}}}
- Реагирует с горячей концентрированной серной кислотой:

{\displaystyle {\mathsf {2BiF_{3}+3H_{2}SO_{4}\ {\xrightarrow {100^{o}C}}\ Bi_{2}(SO_{4})_{3}+6HF\uparrow }}}
- Окисляется фтором:

{\displaystyle {\mathsf {BiF_{3}+F_{2}\ {\xrightarrow {460-550^{o}C}}\ BiF_{5}}}}
- С фторидами щелочных металлов образует растворимые комплексы:

{\displaystyle {\mathsf {BiF_{3}+KF\ {\xrightarrow {}}\ K[BiF_{4}]}}}